# 毛果一枝黄花
毛果一枝黄花（学名：Solidago virgaurea）为菊科一枝黄花属的植物。分布于欧洲、俄罗斯、蒙古以及中国大陆的新疆等地，生长于海拔1,200米至2,620米的地区，多生于林缘、林下以及灌丛中，目前已由人工引种栽培。

## 异名
- Solidago virgaurea L. var. dahurica Kitag.